# اروین فاندن‌داله
اروین فاندن‌داله (به انگلیسی: Erwin Vandendaele) بازیکن فوتبال اهل بلژیک و عضو تیم ملی فوتبال بلژیک است که در تاریخ ۱۵ نوامبر ۱۹۷۰ میلادی اولین بازی ملی‌اش را مقابل تیم ملی فوتبال فرانسه انجام داد. او در ۳۲ بازی ملی حضور داشت و جمعاً ۲۸۳۵ دقیقه برای تیم ملی فوتبال بلژیک به میدان رفت. اروین فاندن‌داله آخرین بازی ملی خود را در تاریخ ۲۶ ژانویه ۱۹۷۷ میلادی در برابر تیم ملی فوتبال ایتالیا انجام داد. وی در بازی‌های ملی‌اش ۱ گل به ثمر رساند.